# أسامة طنان
أسامة طنان (مواليد مدينة تطوان شمال المغرب في 23 مارس 1994) هو لاعب كرة قدم مغربي/هولندي، يلعب لنادي أم صلال القطري.

## النشأة البداية
ولد أسامة بمدينة تطوان بالمغرب قبل أن يهاجر رفقة والديه إلى هولندا وهناك حصل على الجنسية الهولندية والتحق سنة 2002 بنادي زيبريغيا الهولندي في سن 8 سنوات وتنقل عبر مجموعة من الأندية الهولندية ليحط الرحال سنة 2010 بنادي هيرنفين الرياضي والذي صعد لكباره سنة 2012 وشارك معه في 16 مباراة في أول مواسمه الاحترافية، سنة 2013 ستشهد انتقاله إلى نادي هيراكليز ألميلو أين تألق بشكل ملفت خلال موسمين ونصف شارك في 59 مباراة موقعاً 20 هدفاً ليلفت انتباه أندية عديدة داخل وخارج هولندا

## الانتقال إلى سانت إتيان
أعلن نادي سانت إتيان الفرنسي في يناير 2016 تعاقده مع المغربي أسامة طنان بعقد مدته أربعة مواسم قادما من نادي هيراكليز ألميلو الهولندي

## المنتخب المغربي
لعب أسامة مبارتين مع المنتخب الهولندي لأقل من 21 عاماً لكنه حينما تلقى اتصالاً من المدرب بادو الزاكي قرر حمل قميص بلده الأم، وقام باستدعاءه مدرب المنتخب لخوض مبارتين وديتين ضد كل من الكوت ديفوار وغينيا شهر أكتوبر 2015 لكنه تعرض لإصابة أجلت ظهوره الأول بقميص أسود الأطلس لكنه سجل أول ظهور له بقميص المنتخب المغربي في 26 مارس 2016 ضد منتخب الرأس الأخضر ضمن تصفيات كأس أمم أفريقيا 2017 وقدم مباراة جيدة أظهر خلالها عن روح قتالية عالية وانضباط تكتيكي كبير وفاز حينها المنتخب المغربي على الرأس الأخضر بحصة 1-0 ذهابا و 2-0 ايابا حيث أبدت الجماهير المغربية فرحة كبيرة بالتأهل

## وصلات خارجية
- أسامة طنان على موقع الاتحاد الدولي (مؤرشف)  (الإنجليزية)
- أسامة طنان على موقع الاتحاد الأوربي (الإنجليزية)
- أسامة طنان على موقع اتحاد تركيا (لاعب) (الإنجليزية)
- أسامة طنان على موقع إي إس بي إن إف سي (الإنجليزية)
- أسامة طنان على موقع قاعدة بيانات كرة القدم.إي يو (الإنجليزية)
- أسامة طنان على موقع ناشيونال فوتبول تيمز (الإنجليزية)
- أسامة طنان على موقع Soccerbase.com (لاعب) (الإنجليزية)
- أسامة طنان على موقع Soccerway.com (الإنجليزية)
- أسامة طنان على موقع عالم كرة القدم.نت (الإنجليزية)
- أسامة طنان على موقع AS.com (الإسبانية)
- المغربي أسامة تنان يوافق على الانتقال إلى سانت إتيان
- بيانات اللاعب أسامة طنان